# Dinnensberg
Dinnensberg (westallgäuerisch: Dinnəschberg) ist ein Gemeindeteil der Gemeinde Gestratz im bayerisch-schwäbischen Landkreis Lindau (Bodensee).

## Geographie
Der Weiler liegt circa 1,5 Kilometer nordöstlich des Hauptorts Gestratz und zählt zur Region Westallgäu.

## Ortsname
Der Ortsname stammt entweder vom Personennamen Svedini oder vom Personen(kurz)namen Duni ab. Somit bedeutet der Ortsname (Siedlung an) der Anhöhe des Svedini oder (Siedlung an) der Anhöhe des Duni.

## Geschichte
Dinnensberg wurde erstmals im Jahr 933 als in Svedinisperch urkundlich erwähnt. 1750 fand die Vereinödung des Orts mit sechs Teilnehmern statt. Dinnensberg gehörte einst dem Gericht Grünenbach in der Herrschaft Bregenz an.